# 天人師
天人師（てんにんし）は、天（アジアでの多神教において神々を示す）と人の師。如来の十号のひとつでも有る。

## 概説
天人師とは即ち神々と人々を導く存在。
人間を含む生物あるいはこの宇宙に存在する物質を事象（法）として認識する仏教において、その万物に仏性（ぶっしょう）が宿っていると考えられている。
その仏性を顕現させるような者の生き様を見た神々や人々（衆生）は心動かされて（感動して）、師と仰ぎ生き方の教えを請うのである。